# 纳赤台站
纳赤台站位于中国青海省海西州格尔木市郭勒木德镇纳赤台兵站、昆仑山国家地质公园三级遗址保护区内，海拔3575米，于2006年7月1日启用。该站为青藏铁路格拉段第一座无人驻守车站，由青藏铁路集团公司营运。
车站设有3条股道，有效长度720米；到发线站房侧设旅客站台1座，长50米、宽4米，站房外立面为白色。拉萨端和格尔木段各设安全线1条。未来本站到发线长度由720米延长至900米，并计划设立牵引变电所。